# Dolina Żabia Jaworowa

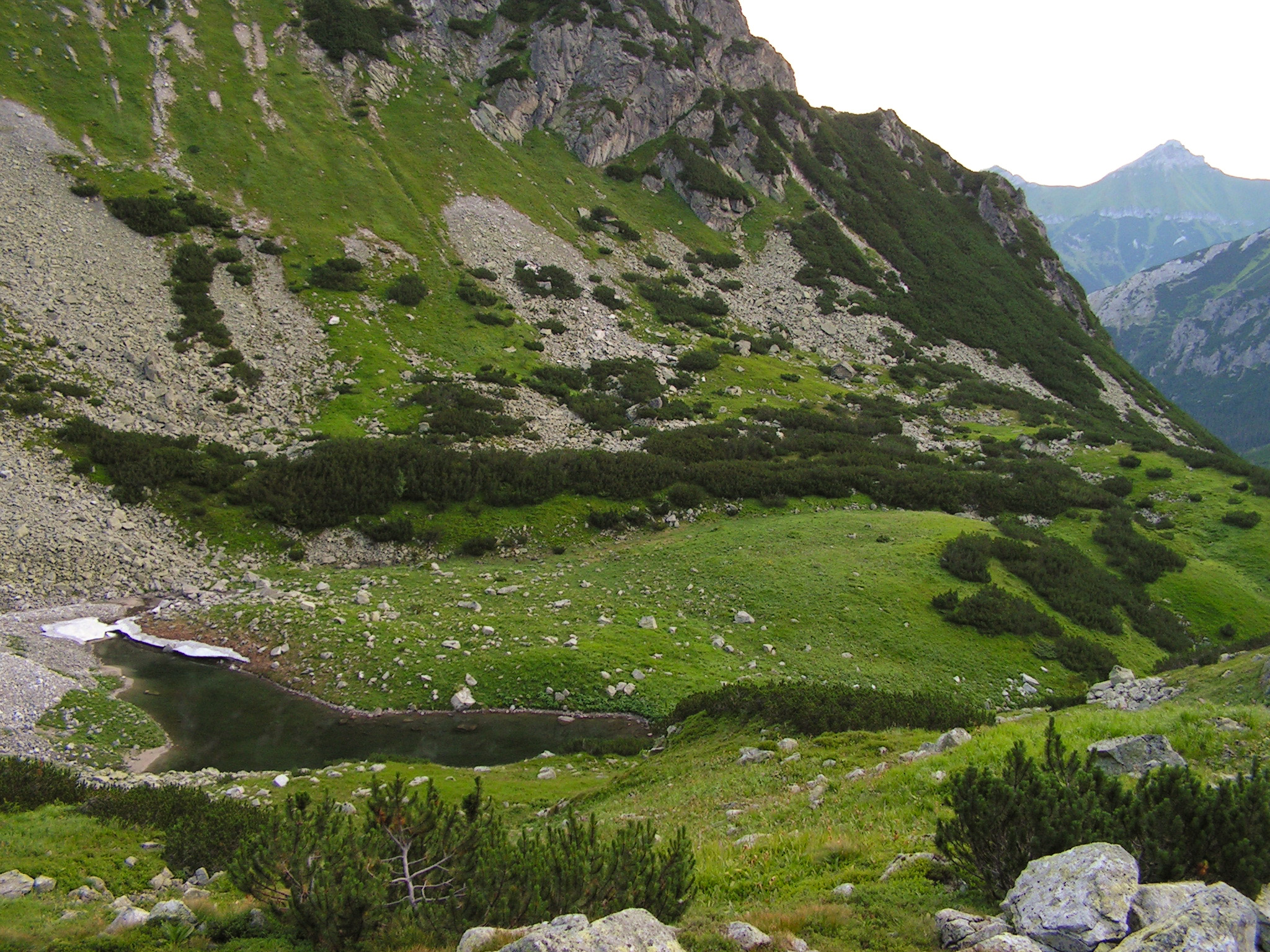
Dolina Żabia Jaworowa i Mały Żabi Staw Jaworowy

Dolina Żabia Jaworowa (słow. Žabia Javorová dolina, niem. Froschseetal, węg. Békás-tó-völgye) – niewielka dolinka tatrzańska wcinająca się od wschodu w masyw Szerokiej Jaworzyńskiej (Javorinská Široká, Široká).
Dolina Żabia Jaworowa jest zachodnim odgałęzieniem słowackiej Doliny Jaworowej (Javorová dolina), położona pomiędzy Doliną Zieloną Jaworową (Zelená Javorová dolina) a górnym piętrem Doliny Jaworowej zwanym Doliną Zadnią Jaworową (Zadná Javorová dolina). Góruje nad nią Żabi Wierch Jaworowy (Žabí vrch, 2203 m n.p.m.), którego grzęda oddziela Dolinę Żabią Jaworową od Doliny Zadniej Jaworowej. Od zachodu graniczy z doliną Rówienki (Rovienková dolina) należącą do systemu Doliny Białej Wody (Bielovodská dolina).
W dolinie, na wysokości 1704 m n.p.m., znajduje się Mały Żabi Staw Jaworowy (Malé Žabie Javorové pleso), z którego wypływa Żabi Potok Jaworowy – główny ciek wodny Doliny Żabiej Jaworowej. W pobliżu doliny przebiega szlak turystyczny prowadzący na Lodową Przełęcz (Sedielko) i dalej do Doliny Pięciu Stawów Spiskich (kotlina Piatich Spišských plies) należącej do systemu Doliny Małej Zimnej Wody (Malá Studená dolina).
Dolina Żabia Jaworowa położona jest na terenie ścisłego rezerwatu i jest niedostępna dla turystów.